# Gvardéiskoye (Krasnodar)
Gvardéiskoye (del ruso: Гвардейское) es un selo del raión de Krymsk del krai de Krasnodar, en Rusia. Está situado en la orilla izquierda del Kubán, 24 km al noroeste de Krymsk y 90 km al oeste de Krasnodar. Tenía 195 habitantes en 2010
Pertenece al municipio Kíyevskoye.